# Звёздный путь: Интрепид
Звёздный путь: Интрепид (англ. Star Trek: Intrepid) — серия фанатских фильмов по вселенной «Звёздный путь», снятых в Данди, Шотландии. Первое видео, Heavy Lies the Crown, было выпущено 26 мая 2007 года. Трейлер, различные отрывки, информация об актёрах и персонажах, а также форум доступны на их веб-сайте. Как следует из названия, производство основано на путешествиях звездолёта «USS Интрепид», прототипа класса «Intrepid», того же типа судна, что и звездолёт «USS Вояджер». Кадры из «Интрепида» появлялись на GMTV, CNN, ZDF и в новостных репортажах Channel 4, а статьи о фильме появлялись во многих газетах, таких как The Guardian, The Scotsman и The Daily Record. Ведущая GMTV Лоррейн Келли также кратко появляется в Heavy Lies the Crown. «Интрепид» также был представлен в видеоподкасте Sci Fi 360 на британском канале Sci Fi Channel.

## Фильмы

### Heavy Lies The Crown
Звёздная дата: 59422.9
Действие фильма «Heavy Lies the Crown» происходит через несколько лет после событий в фильме «Звёздный путь: Возмездие» и показывает, как Звёздный флот Федерации и Торговая служба пытаются колонизировать сектор Харибда, регион, далёкий от ядра Федерации.
Во время обследования планеты офицеры Торговой службы доктор Гаррен и капитан Мерик пытаются связаться с Ариадной. Обнаружив, что оба их комбаджа не работают, они возвращаются в поселение.
Неизвестный органический корабль приближается к «Интрепид» из колонии. Получив вызов, судно открывает огонь по «Интрепид». Легко обезвреженное одним ударом фазера, инопланетное судно самоуничтожается, чтобы избежать захвата.
Экипаж определяет, что энергетическое гасящее поле отключило колониальный конвой, оставив их без жизнеобеспечения. Несмотря на все усилия, экипаж может только определить местоположение генератора поля в радиусе двух километров где-то на планете. Вопреки совету Навара капитан Хантер возглавляет команду высадки, чтобы точно определить местонахождение генератора.
В космосе несколько кораблей «Сураи» выходят из варпа, направляясь к планете. Для команды высадки установлен пятнадцатиминутный срок.
Тем временем, найдя генератор, команда Каэда отчаянно пытается отразить атаки дронов, пока «Интрепид» пытается сдержать корабли «Сураи».
Прибывают S'Ceris, Hunter, Garren и Merik, сдерживая дронов. Пока Prentice готовится уничтожить целевую область и всё живое в ней, быстро соображающий S'Ceris использует свой коммуникатор, чтобы обеспечить точный захват цели для фазеров «Интрепида». Генератор уничтожается, отключая поле и отключая дроны. Корабли Surai отступают, и Prentice решает не преследовать их.
«Heavy Lies the Crown» был выпущен 26 мая 2007 года. В нём представлены как реальные декорации, так и использование зелёного экрана. Внешние сцены кораблей, включая титульный «USS Интрепид», были визуализированы с помощью LightWave.

### The Conviction of Demons
Описание «The Conviction of Demons» в Intrepid Encyclopedia делает его скорее прямым продолжением «Heavy Lies the Crown». Он длится 60 минут, длиннее, чем «Heavy Lies the Crown».
«В то время как Merchant Service готовится к последнему сражению, чтобы защитить колонию, «Интрепид» отчаянно охотится за единственным человеком, который может обладать ключом к предотвращению катастрофы».

### Другие фильмы
- «Orphans of War» — совместная работа исполнительных продюсеров Ника Кука и Роба Кейвса, создателя «Скрытой границы» и «Одиссеи». Кук (капитан Хантер), его жена Люси (лейтенант Каэд) и Дэвид Рид (лейтенант С'Церис) отправились в студию Роба Кейвса в Калифорнии, чтобы снять этот десятиминутный фильм, действие которого происходит вскоре после «Илиады», первого эпизода фильма «Звёздный путь: Одиссея». «Интрепид» объединяет силы с «Эксельсиор», чтобы исследовать систему оружия Archein, оставшуюся после их неудавшегося вторжения в ромуланское пространство. Выпущен 13 ноября 2007 года.
- «Operation Beta Shield» — Выпущен в октябре 2008 года. Он воссоединил актеров «Скрытой границы» и «Интрепида» в полнометражном фильме, рассказывающем о второй червоточине Archien и возможность нового вторжения.
- «Transitions and Lamentations» — Открытие старой колонии на Хироне IV подвергает команду высадки опасности. Тем временем Навар должен решить, где его истинная преданность. Выпущен 29 апреля 2009 года. Это 4-й выпуск «Звёздного пути: Интрепид», хотя последовательно в серии события следуют через неделю после «Heavy Lies the Crown» и до «Where There's a Sea» и «Turning Point».
- «Where There's a Sea...» — Эта 11-минутная короткометражка вращается вокруг «Ариадны», сопровождающей колонию снабжения, когда она подвергается атаке со стороны Орионцев. Выпущен 25 июля 2008 года.
- «Turning Point» — 3-й отдельный выпуск «Звёздного пути: Интрепид». Выпущен 8 октября 2008 года. Продолжительность 7 минут.
- «One of Our Own» — 5-й отдельный выпуск «Звёздного пути: Интрепид». Когда Шелби узнает, что её близкий друг всё ещё жив, она и Хантер отправляются в спасательную операцию. Выпущено 30 ноября 2010 г. Продолжительность 7:43 минут.
- «Machinations» — В попытке расшифровать ситуацию с Surai, командир Навар должен обратиться к кому-то, чьи отношения с командой Intrepid далеки от идеальных. Этот 8-минутный сюжет был выпущен летом 2011 г.
- «Confessions by Firelight» — После недавней атаки Surai Мерик сталкивается с Финни из-за решения Колониальной администрации полагаться на Звездный флот в военных вопросах. Выпущено в конце 2011 г.
- «The Stone Unturned» — Неожиданный визит Жана-Люка Пикара ввергает Intrepid в центр археологической тайны и гонки со временем. Выпущено в 2013 г.
- «Transposition» — Экипаж преследует ученого-ренегата в прошлое Земли. Этот 7-минутный сюжет был выпущен 3 сентября 2015 г.
- «Nemo Me Impune Lacessit» — Когда плановая проверка идет наперекосяк, Хантер и Гаррен должны работать вместе. Выпущен в 2015 году, продолжительность 11:10.
- «Duty of Care» — Авария шаттла забрасывает медсестру Паркер и тяжело раненого начальника службы безопасности Горана в необитаемый мир. Выпущен в 2017 году, продолжительность 8:26.
- «The Story» — Таинственное послание приводит команду в древний мир. Выпущен в 2018 году, продолжительность 6:26.
- «Dissonant Minds» — Когда обычное обследование принимает неожиданный оборот, возможность биологической войны вызывает обострение напряженности между Звездным флотом и колонистами. Выпущен 8 февраля 2020 года, продолжительность 18:52.
- «A Treasure For The Ages» — Мир Эклунда. Много лет назад Дэниел Хантер искал его легендарное сокровище. Какой ценой. Теперь у него есть шанс снова посетить этот мир и его тайны. Но станет ли ценой прошлого собственное будущее Хантера? Выпущено 5 июля 2020 года, продолжительность 17:40.

## Актёры и съёмочная группа

### Основной персонал звездолёта «USS Интрепид»
| Персонаж             | Актёр             | Звание                  | Комментарий                                       |
| -------------------- | ----------------- | ----------------------- | ------------------------------------------------- |
| Дэниел Джон Хантер   | Ник Кук           | Капитан                 | Командующий офицер, «USS Интрепид»                |
| Янис Каед            | Люси Фариа-Кук    | Лейтенант               | Начальник оперативного отдела, «USS Интрепид»     |
| Мэтью Коул           | Стив Паскуа       | Лейтенант               | Офицер по операциям миссии, «USS Интрепид»        |
| С'Церис              | Дэвид Рид         | Лейтенант               | Начальник службы безопасности, «USS Интрепид»     |
| Майкл Симмонс        | Ник Беквит        | Лейтенант               | Советник корабля, «USS Интрепид»                  |
| Лерансилия ш'Талат   | Шайр Смит (голос) | Капитан                 | Бывший командующий, «USS Интрепид» (deceased)     |
| Аарон Прентис        | Алан Скор         | Контр-адмирал           | Командующий операциями в секторе Харибда          |
| Джейсен Навар        | Алан Кристисон    | Лейтенант-Командер      | Офицер разведки Звёздного Флота в секторе Харибда |
| Джозеф Гаррен        | Гордон Диксон     | Лейтенант-Командер      | Адъютант адмирала Прентиса                        |
| Яго Мерик            | Стив Хэммонд      | Капитан торгового флота | Мастер парохода «Ариадна»                         |
| Доктор Ричард Гаррен | Майк Кагли        | Без звания              | Научный сотрудник, пароход «Ариадна»              |

### Второстепенный актёрский состав
| Персонаж       | Актёр          | Звание                | Комментарий                                                        |
| -------------- | -------------- | --------------------- | ------------------------------------------------------------------ |
| Харек Т'ила    | Джефф Хейс     | Адмирал               | Командир «Звёздной базы 592»                                       |
| Элизабет Шелби | Риша Денни     | Капитан/Контр-адмирал | Командующий офицер, «USS Эксельсиор»                               |
| Корин Гейнс    | Рой МакФейл    | Лейтенант             | Главный инженер, «USS Интрепид»                                    |
| Санджита Раман | Фердос Ахмед   | Лейтенант             | Вахтенный офицер,«USS Интрепид»                                    |
| Керан Ажан     | Алекс Мэтьюз   | Младший лейтенант     | Офицер разведки Звёздного Флота, специализирующийся на лингвистике |
| Фалдор         | Мартин Лежен   | Энсин                 | Инженер, «USS Интрепид»                                            |
| Сара Стайлз    | Джен Грэм      | Энсин                 | Младший научный сотрудник и пилот, «USS Интрепид»                  |
| Карин Финни    | Лин МакГаррити | Губернатор            | Лидер Хирона IV                                                    |

### Съёмочная группа
- Ли Эндрю — художник по визуальным эффектам, звуковой дизайн
- Джон Карлинг — художник по визуальным эффектам
- Ник Кук — исполнительный продюсер, редактор, писатель
- Гордон Диксон — создание декораций
- Люси Фариа-Кук — визажист
- Бодо Хартвиг — обработка музыки и диалогов
- Дэвид Рид — визажист и создание декораций
- Дэвид Бьюкс — основной композитор
- Дилан Фини — основной композитор темы
- Стив Хаммонд — оператор-постановщик, редактор и художник по визуальным эффектам
- Майк Кагли — художник по визуальным эффектам
- Джефф Хейс — графика и баннеры на сайте
- Стив Паскуа — камера, помощник режиссера

## Корабли
В фильмах «Звёздный путь: Интрепид» представлены два корабля: «Интрепид» Звёздного флота и «Ариадна» Торговой службы.

### USS Intrepid (NCC-74600)
Звездолёт «Интрепид» был прототипом класса Intrepid. Запущен с верфей «Utopia Planitia 12» ноября 2370 года. Он может поддерживать Warp 9.984 в течение 12 часов или Warp 9.992 в течение двадцати минут. У него есть несколько шаттлов, включая Reyga и Nazca (шаттлы типа 9), Dathon (шаттл типа 11), Ballard и Forest (шаттлы типа 16) и Aeroshuttle Gabriel Bell. На памятной табличке «Интрепид» есть цитата Артура Кларка: «Единственный способ открыть границы возможного — это выйти за их пределы в невозможное».

### SS Ariadne (NAR-11402)
Второй корабль, за которым следует «Звёздный путь: Интрепид», — это «SS Ариадна», который (в отличие от канонического «Интрепид» класса Intrepid) является оригинальным дизайном из «Корабли Звёздного Флота» (том 2). «SS Ариадна» — отставной корабль Звёздного флота класса Akyazi, в настоящее время эксплуатируемый Торговой службой. Им командует капитан Мерик, и в 2382 году он был назначен в Chiron Colonial Convoy в совместных усилиях Звёздного флота и Торговой службы по колонизации Хирон IV. Научный офицер — доктор Ричард Гаррен, рулевой Рафаэль Батиста и инженер Гита Нагарадж.
«SS Ариадна» вооружена фазерами.
«SS Ариадна» играла второстепенную роль в первом фильме, появляясь только в начальном монтаже и короткой сцене на орбите, хотя его команда играла более важную роль. В последующих эпизодах он стал основным кораблём.

## Сурай
Сурай — негуманоидная раса, обитающая в секторе Charybdis. Они используют органические технологии, включая биокорабли. Разведывательные корабли Сурай кажутся меньше звёздолета класса Intrepid, что позволяет им достигать отметки в 100–200 метров. Разведывательные корабли используют оружие, основанное на синих импульсах энергии, внешне похожее на импульсные фазеры, используемые Defiant. Хотя большинство членов команды «Интрепид», похоже, не знают, кто такие Сурай, лейтенант-коммандер Навар, по-видимому, имеет доступ к секретному брифингу о таинственном виде.

## Сектор Харибды
Сектор Харибды расположен вдали от главного диска галактики в вертикальной плоскости, что приводит к довольно разреженной звёздной популяции. Сектор был обследован, но не очень подробно.
Планета Хирон IV, планета земного типа, находится в этом секторе. По сообщениям, ею правит неприлично богатый Кайбаман.

## Внешние ссылки
- Film's Homepage
- Film's Wiki-based Encyclopedia
- Star Trek Intrepid: Transitions and Lamentations (англ.) на сайте Internet Movie Database
- Star Trek: Operation Beta Shield (англ.) на сайте Internet Movie Database